# Brennan O'Connor
Brennan O’Connor est un photographe documentaire indépendant canadien, né en 1970 à Vancouver, en Colombie Britannique,
Il a été récompensé par le prix Lucas-Dolega en 2017.

## Biographie
Brennan O’Connor a travaillé pour les principales publications du Canada avant de se consacrer à plein temps à la documentation de sujets peu médiatiques.
En 2010, il quitte le Canada pour se rendre en Asie du Sud-Est et réaliser des projets photographiques documentaires à long terme sur les groupes ethniques minoritaires du Myanmar, qui ont été projeté au festival de photojournalisme Visa pour l’image de Perpignan et récompensé par le Prix Lucas-Dolega en 2017.
Son travail a été publié dans Foreign Policy, Paris Match, L’Obs, Al Jazeera,, Burn (USA), The Walrus (Canada), The National (UAE),  et The Wire. 

## Expositions et projections
Liste non exhaustive
- 2015 : Angkor Photo Festival
- 2015 : Yangon Photo Festival
- 2016 : Fotograf Vakfı 3rd Documentary Photography Days
- 2017 : Les affrontements ethniques à Myanmar, Visa pour l’image de Perpignan[8]

## Prix et distinctions
Liste non exhaustive
2017 : Prix Lucas-Dolega  pour son sujet « Paix et développement », un travail photographique en noir et blanc sur les minorités ethniques en Birmanie